# Armin Meiwes
Armin Meiwes (Essen, 1 de desembre de 1961), conegut popularment com el caníbal de Rotenburg, és un informàtic alemany condemnat a presó perpètua l'any 2006 per assassinat i pertorbació al descans dels morts, després que cinc anys abans hagués matat un home i se n'hagués menjat parts del cos.

## Biografia
El pare de Meiwes, el tercer marit de la seva mare, va abandonar la família quan Meiwes tenia nou anys. Després que els seus dos germanastres grans es traslladessin a Berlín, Meiwes va créixer sol amb la seva mare al barri de Holsterhausen, a Essen, Alemanya.
Va desenvolupar les primeres fantasies caníbals cap als dotze anys. Segons el seu propi relat, es va inspirar en una adaptació cinematogràfica de la novel·la de Daniel Defoe Robinson Crusoe. Segons un psiquiatre que el va examinar després del crim, Meiwes havia patit des de la infància complexos d'inferioritat i un trastorn reactiu del vincle.
Després de la secundària i una formació comercial interrompuda, l'any 1981 Meiwes es va inscriure a les forces armades alemanyes i va ser destinat principalment a Rotenburg del Fulda, al nord de Hessen, on vivia amb la seva mare. Va completar la seva formació com a sergent i secretari administratiu i va acabar el seu servei amb el rang de sergent major. Més tard, va treballar com a tècnic informàtic en un centre de dades bancàries de Kassel.

### Assassinat de Bernd Brandes
Després de la mort de la seva mare el 1999, va començar a utilitzar Internet per buscar persones que estiguessin disposades a ser voluntàries com a víctimes de canibalisme. El febrer del 2001 va conèixer l'enginyer Bernd Jürgen Brandes, de 43 anys, que treballava en una posició directiva de Siemens a Berlín i, segons un testimoni, ja havia expressat el desig de ser mutilat en el món de la prostitució berlinesa. El 9 de març de 2001, Meiwes i Brandes es van trobar a l'estació de tren de Kassel i van anar a la casa de Meiwes a Rotenburg. Meiwes va afirmar reiteradament i sense contradir-se que Brandes havia consentit la mutilació de part del penis i l'intent de consum dels genitals, així com l'assassinat per part de Meiwes, que va succeir unes hores més tard. Prèviament, Brandes havia rebut 20 pastilles per dormir i xarop per a la tos. Després de matar Brandes amb una punyalada al coll, Meiwes va esquarterar el cos i va congelar trossos de carn per al seu consum posterior. Meiwes va gravar en vídeo la majoria dels esdeveniments.
Els psiquiatres que van examinar Meiwes després del crim van sospitar que havia volgut assumir la identitat de la seva víctima i "fusionar-se" amb ell.

### Detenció i judici
El 10 de desembre de 2002, Meiwes va ser detingut durant un registre de l'habitatge. La policia li va seguir la pista a través d'un estudiant d'Innsbruck que havia vist un anunci de contacte de Meiwes. Meiwes va ser enviat a la presó de Kassel-Wehlheiden.
El desembre de 2003 va començar el judici, en què s'acusava Meiwes d'assassinat al jutjat del districte de Kassel. Al principi del judici, Meiwes va confessar-ho tot i va voler destacar que no l'havia matat per motius sexuals. El seu advocat defensor va declarar que Meiwes estava motivat pel seu obsessiu desig de carn humana i va demanar un "càstig adequat" per suïcidi assistit. Segons la fiscalia, la víctima patia una forma extrema de masoquisme. La defensa de l'acusat va acabar acceptant l'acusació d'assassinat, però no admitia la condemna a presó perpètua.
El 30 de gener de 2004, el tribunal regional de Kassel va condemnar Meiwes a vuit anys i mig de presó per homicidi. Va ser declarat culpable de complir la petició de matar la víctima. El vídeo del crim de quatre hores i mitja, que va ser enregistrat per Meiwes i en què es va documentar l'esdeveniment, va servir de base per a les investigacions forenses dutes a terme pel metge Manfred Riße, que va publicar un llibre el setembre de 2007 en què s'explica i es presenta el treball sobre aquest cas concret.
El 22 d'abril de 2005, el Tribunal Federal de Justícia va anul·lar la sentència i va traslladar el cas al Tribunal Regional de Frankfurt del Main per a la seva reobertura per les següents raons: "La condemna només per homicidi i no per assassinat no té una base legal". El 9 de maig del 2006, Meiwes va ser condemnat a cadena perpètua per assassinat i pertorbació del descans dels morts, un delicte aplicable al fet de menjar-se un cadàver, segons el tribunal. El Tribunal Federal de Justícia va confirmar aquesta decisió el febrer de 2007. Meiwes va presentar un recurs al Tribunal Constitucional Federal, el qual va ser rebutjat a l'octubre de 2008.

### Polèmica
Meiwes es troba actualment complint condemna al centre penitenciari de Kassel II, una institució socioterapèutica. Allà es va unir al "Green Prison Group", un grup de debat i ajuda dins de la presó políticament propera als Verds, cosa que el 2007 va causar indignació per part de la CDU de Hessen. El membre verd del parlament estatal, Andreas Jürgens, va afirmar que Meiwes no s'havia convertit en membre de ple dret dels Verds.